# Liste der Monuments historiques in La Chapelle-Lasson
Die Liste der Monuments historiques in La Chapelle-Lasson führt die Monuments historiques in der französischen Gemeinde La Chapelle-Lasson auf.

## Liste der Immobilien
| Bezeichnung      | Beschreibung           | Standort                 | Kennzeichnung | Schutzstatus | Datum | Bild           |
| ---------------- | ---------------------- | ------------------------ | ------------- | ------------ | ----- | -------------- |
| Kirche St-Pierre | ab dem 12. Jahrhundert | südlich des Ortes (Lage) | PA00078657    | Classé       | 1972  | weitere Bilder |

## Liste der Objekte
| Bezeichnung                | Beschreibung                           | Standort                       | Kennzeichnung | Schutzstatus | Datum | Bild |
| -------------------------- | -------------------------------------- | ------------------------------ | ------------- | ------------ | ----- | ---- |
| Skulptur Heiliger Fiacrius | Stein, farbig gefasst, 16. Jahrhundert | in der Kirche St-Pierre (Lage) | PM51003682    | Inscrit      | 2017  |      |
| Skulptur Madonna mit Kind  | Stein, farbig gefasst, 16. Jahrhundert | in der Kirche St-Pierre (Lage) | PM51003681    | Inscrit      | 2017  |      |